# Хроника Второй мировой войны (январь 1940 года)

Ход Второй мировой войны в Европе в виде анимации

## 1 января1940 года(понедельник). 123-й день войны
Советско-финская война. Сражение на Раатской дороге.
Финны перебросили высвободившиеся силы для окружения и ликвидации 44-й дивизии. 1 января четыре финские роты атаковали хорошо укрепившийся батальон русских у деревни Хаукиля.
Японо-китайская война. Зимнее наступление.

## 2 января1940 года(вторник). 124-й день войны
Советско-финская война. Сражение на Раатской дороге.
2 января финны повторили атаку, на этот раз силами двух батальонов, и после тяжелого боя вышли к восточной и южной окраинам деревни. На восточной стороне финны сразу перерезали дорогу и соорудили полевые укрепления вокруг наиболее уязвимых пунктов дороги. Финны удерживая эти позиции, несмотря на яростные контратаки русских.

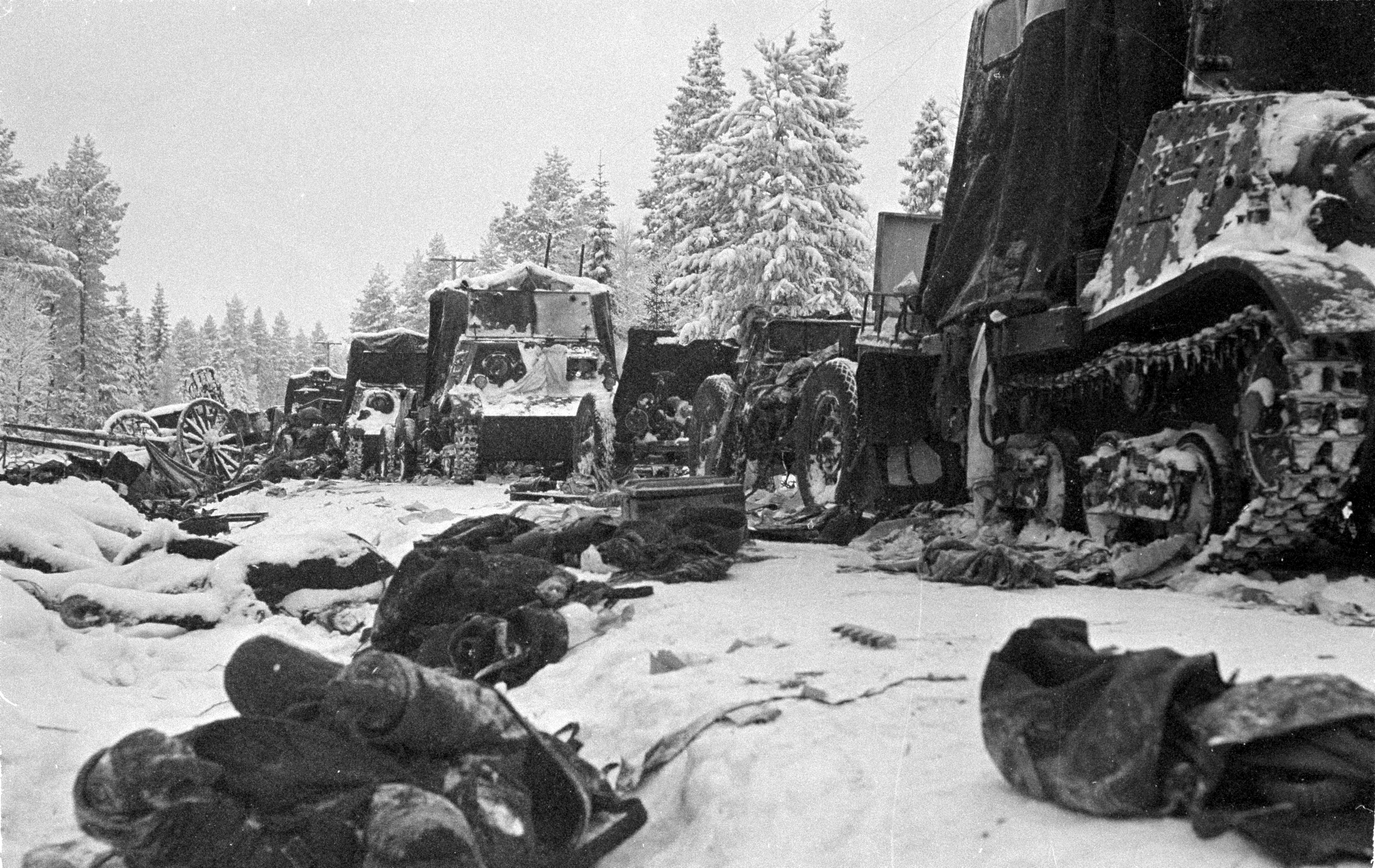
Уничтоженная на Раатской дороге советская колонна

Финны, действуя с флангов силами мобильных отрядов лыжников, расчленили дивизионную колонну на 6 частей. Все коммуникации оказались перерезанными. Снег и характер местности препятствовали комдиву Виноградову в полной мере использовать имевшуюся у него боевую технику. Не имевшие зимнего обмундирования красноармейцы страдали от мороза, достигавшего 40 градусов. Подразделения дивизии лишились подвоза боеприпасов, горючего, продовольствия, не имели возможности эвакуировать раненых. Скученные на небольшом участке люди и техника подверглись интенсивному обстрелу стрелковым оружием, в том числе снайперами, и артиллерией противника. Предпринятые 2—4 января попытки прорыва оказались безуспешными.
Японо-китайская война. Зимнее наступление.

## 3 января1940 года(среда). 125-й день войны
Советско-финская война.
3 января 1940 года у северной оконечности острова Готланд (Швеция) с 50 членами экипажа затонула (вероятно, подорвалась на мине) советская подводная лодка С-2 под командованием капитан-лейтенанта И. А. Соколова. С-2 была единственным кораблём РККФ, потерянным СССР.
Сражение на Раатской дороге.
Японо-китайская война. Зимнее наступление.

## 4 января1940 года(четверг). 126-й день войны
Советско-финская война. Сражение на Раатской дороге.
Японо-китайская война. Зимнее наступление.

## 5 января1940 года(пятница). 127-й день войны
Советско-финская война. Сражение на Раатской дороге.
Финские войска, разделённые на 4 отряда, начали решающую атаку в 8:30 5 января. Отряды «Манделин» и «Мякиниеми» атаковали окружённых у Хаукилы, где сосредоточилась основная часть 44-й стрелковой дивизии.
Японо-китайская война. Зимнее наступление.

## 6 января1940 года(суббота). 128-й день войны
Советско-финская война. Сражение на Раатской дороге.
В ходе боёв 5 и 6 числа советская дивизия была рассечена на части; танковые контратаки на финские блокпосты потерпели неудачу.
В 21:30 6 января комбриг Виноградов, получив соответствующий приказ из штаба 9-й армии, приказал своей дивизии отступать.
Часть бойцов ушла на север, через озеро Киантаярви, но большинство из них замёрзло. Остальные отступили на восток, где встретили сопротивление отряда «Кари». Прошедшие дальше на восток бойцы столкнулись с отрядом «Фагерняс», контролировавшим мост. На какое-то время советским бойцам удалось его захватить.

## 7 января1940 года(воскресение). 129-й день войны
Советско-финская война. Сражение на Раатской дороге.
7 января «Фагерняс» снова взял его под контроль. Следующие два дня финны занимались поиском и пленением оставшихся в живых, большей частью раненых и обмороженных, красноармейцев.
В боях на Раатской дороге 44-я стрелковая дивизия понесла тяжелые потери в личном составе: из почти 14 тысяч приписного состава, погибло и пропало без вести от 4 тыс. (по советским данным) до
9 тыс. (по последним финским данным ) военнослужащих. Потери материальной части составили: 37 76-мм пушек, 16 122-мм гаубиц, 25 45-мм пушек, 37 танков Т-26 и Т-38, 150 автомашин, 280 станковых и ручных пулемётов.

## 8 января1940 года(понедельник). 130-й день войны
Советско-финская война. Сражение на Раатской дороге.
Японо-китайская война. Зимнее наступление.

## 9 января1940 года(вторник). 131-й день войны
Советско-финская война. Сражение на Раатской дороге.
К 8 января 44-я дивизия была полностью уничтожена в сражении на Раатской дороге. Почти вся дивизия погибла или попала в плен, и лишь небольшая часть военнослужащих сумела выйти из окружения, бросив всю технику и обоз (финнам досталось 37 танков, 20 бронемашин, 350 пулемётов, 97 орудий (включая 17 гаубиц), несколько тысяч винтовок, 160 автомашин, все радиостанции). Эту двойную победу финны одержали силами в несколько раз меньшими, чем у противника (11 тыс., по другим данным — 17 тыс.) человек при 11 орудиях против 45—55 тысяч при 335 орудиях, более 100 танков и 50 бронемашин.

## 10 января1940 года(среда). 132-й день войны
Советско-финская война. Сражение на Раатской дороге.
Командование обеих дивизий было отдано под трибунал.

## 11 января1940 года(четверг). 133-й день войны
Советско-финская война. Сражение на Раатской дороге.
Командир и комиссар 163-й дивизии были отстранены от командования, один полковой командир расстрелян.
Командир 44-й дивизии комбриг А. И. Виноградов, начальник штаба полковник О. И. Волков и начальник политотдела полковой комиссар И. Т. Пахоменко, покинувшие дивизию в решающий момент битвы, 11 января 1940 года были осуждены военным трибуналом 9-й армии и расстреляны перед строем своей дивизии (в 1990 году реабилитированы).

## 12 января1940 года(пятница). 134-й день войны
Советско-финская война.

## 13 января1940 года(суббота). 135-й день войны
Военное производство во время Второй мировой войны.
Советско-финская война.

## 14 января1940 года(воскресение). 136-й день войны
Советско-финская война.

## 15 января1940 года(понедельник). 137-й день войны
Советско-финская война.
Группа эмигрантов во главе с Борисом Бажановым прибыла в Финляндию и 15 января 1940 встретилась с маршалом Маннергеймом, получив разрешение на формирование отрядов из пленных красноармейцев.

## 16 января1940 года(вторник). 138-й день войны
Советско-финская война. Франко-британские планы боевых действий против СССР.

## 17 января1940 года(среда). 139-й день войны
Советско-финская война. Франко-британские планы боевых действий против СССР.

## 18 января1940 года(четверг). 140-й день войны
Советско-финская война. Франко-британские планы боевых действий против СССР.

## 19 января1940 года(пятница). 141-й день войны
Советско-финская война.
Всю вину за поражение советское руководство возложило на бойцов и командиров дивизии.

В боях 6-7 января на фронте 9-й армии в районе восточнее Суомусальми 44-я стрелковая дивизия, несмотря на свое техническое и численное превосходство, не оказала должного сопротивления противнику, позорно оставила на поле боя большую часть ручного оружия, ручные и станковые пулемёты, артиллерию, танки и в беспорядке отошла к границе. Основными причинами столь постыдного для 44-й стрелковой дивизии поражения, были: 

1. Трусость и позорно-предательское поведение командования дивизии в лице командира дивизии комбрига Виноградова, начальника политотдела дивизии полкового комиссара Пахоменко и начштаба дивизии полковника Волкова, которые вместо проявления командирской воли и энергии в руководстве частями и упорства в обороне, вместо того, чтобы принять меры к выводу частей, оружия и материальной части, подло бросили дивизию в самый ответственный период боя и первыми ушли в тыл, спасая свою шкуру. 

2. Растерянность старшего и среднего начсостава частей дивизии, которые, забыв о долге командира перед Родиной и Армией, выпустили из рук управление своими частями и подразделениями и не организовали правильного отхода частей, не пытались спасти оружие, артиллерию, танки. 

3. Отсутствие воинской дисциплины, слабая военная выучка и низкое воспитание бойцов, благодаря чему дивизия в своей массе, забыв свой долг перед Родиной, нарушила военную присягу, бросила на поле боя даже свое личное оружие — винтовки, ручные пулемёты — и отходила в панике, совершенно беззащитная. 

Основные виновники этого позора понесли заслуженную кару советского закона. Военный трибунал 11 и 12 января рассмотрел дело Виноградова, Пахоменко и Волкова, признавших себя виновными в подлом шкурничестве, и приговорил их к расстрелу.

Приказ Главного военного совета, 19 января 1940 года.
— Трагедия под Суомуссалми. 
.

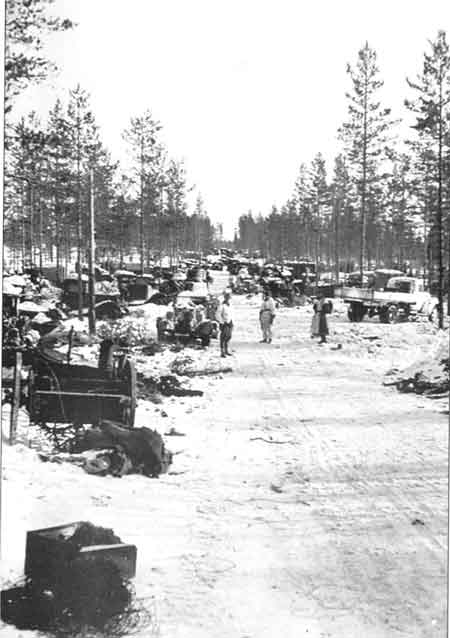
Южное Леметти после занятия финскими войсками

Франко-британские планы боевых действий против СССР.
19 января 1940 года французский премьер-министр Э. Даладье поручил главнокомандующим сухопутными и морскими силами Франции М. Гамелену и Ф. Дарлану представить соображения на тему борьбы с поставками нефти из СССР в Германию. Предлагалось рассмотреть три варианта действий:
- перехват советских танкеров;
- военное вторжение на Кавказ;
- организация мусульманско-сепаратистских восстаний на Кавказе[8].

Победа при Суомуссалми имела для финнов громадное моральное значение; в отношении стратегическом она похоронила крайне опасные для финнов планы прорыва к Ботническому заливу и настолько парализовала советские войска на этом участке, что они не предпринимали активных действий до самого конца войны.

## 20 января1940 года(суббота). 142-й день войны
Советско-финская война.
Датско-норвежская операция. Разработка операции «Учения на Везере».

## 21 января1940 года(воскресение). 143-й день войны
Советско-финская война.
Датско-норвежская операция. Разработка операции «Учения на Везере».

## 22 января1940 года(понедельник). 144-й день войны
Советско-финская война.
Датско-норвежская операция. Разработка операции «Учения на Везере».

## 23 января1940 года(вторник). 145-й день войны
Советско-финская война.
Датско-норвежская операция. Разработка операции «Учения на Везере».
Первоначально Генштаб скептически отнёсся к необходимости и возможности выполнения этой цели, однако 27 января всё же был создан отдельный штаб для разработки плана под кодовым названием «Учения на Везере» (нем. Weserübung).
Японо-китайская война. Зимнее наступление.
К 28 января 1940 года японцы сосредоточили в Баотоу силы, достаточный для перехода в наступление, и атаковали в западном направлении,
На основании директивы Ставки Главного Военного совета РККА № 01447 от 30 января 1940 года всё оставшееся финское население подлежало выселению с занятой советскими войсками территории. К концу февраля из занятых Красной Армией районов Финляндии в полосе боевых действий 8-й, 9-й, 15-й армий было выселено 2080 человек, из них: мужчин — 402, женщин — 583, детей до 16 лет — 1095. Всех переселённых финских граждан разместили в трёх посёлках Карельской АССР: в Интерпосёлке Пряжинского района, в посёлке Ковгора-Гоймае Кондопожского района, в посёлке Кинтезьма Калевальского района. Они жили в бараках и в обязательном порядке работали в лесу на лесозаготовках. В Финляндию им разрешили вернуться только в июне 1940 года, после окончания войны.
В течение всего января 1940 года разведчики 5-го и 6-го полков 3-й СД ФНА выполняли специальные диверсионные задания на участке 8-й армии: уничтожали склады боеприпасов в тылу финских войск, взрывали железнодорожные мосты, минировали дороги. Подразделения ФНА участвовали в боях за Лункулансаари и при взятии Выборга.
Когда стало ясно, что война затягивается, а финский народ не поддерживает новое правительство, правительство Куусинена отошло в тень и более не упоминалось в официальной печати. Когда в январе начались советско-финские консультации по вопросу заключения мира, оно уже не упоминалось. С 25 января правительство СССР признаёт правительство в Хельсинки законным правительством Финляндии.

## 24 января1940 года(среда). 146-й день войны
Советско-финская война.
Датско-норвежская операция. Разработка операции «Учения на Везере».

## 25 января1940 года(четверг). 147-й день войны
Советско-финская война.
Странная война. Битва за Атлантику. Инцидент с «Альтмарком».
В начале  1940 года тяжёлый крейсер «Дойчланд» был переименован в «Лютцов» (Lützow) в связи с продажей в СССР недостроенного тяжёлого крейсера «Лютцов» типа «Адмирал Хиппер». «Лютцов» (нем. Lützow) был переименован, так как Гитлер опасался нежелательного пропагандистского эффекта в случае, если корабль, названный в честь Германии, будет потоплен союзниками.
Японо-китайская война. Зимнее наступление.

## 26 января1940 года(пятница). 148-й день войны
Советско-финская война.

## 27 января1940 года(суббота). 149-й день войны
Советско-финская война.
Датско-норвежская операция. Разработка операции «Учения на Везере».
Первоначально Генштаб скептически отнёсся к необходимости и возможности выполнения этой цели, однако 27 января всё же был создан отдельный штаб для разработки плана под кодовым названием «Учения на Везере» (нем. Weserübung).

## 28 января1940 года(воскресение). 150-й день войны
Советско-финская война.
На основании директивы Ставки Главного Военного совета РККА № 01447 от 30 января 1940 года всё оставшееся финское население подлежало выселению с занятой советскими войсками территории.

## 29 января1940 года(понедельник). 151-й день войны
Советско-финская война.

## 30 января1940 года(вторник). 152-й день войны
Советско-финская война.

## 31 января1940 года(среда). 153-й день войны
Советско-финская война.
Странная война. Датско-норвежская операция. Предыстория. Политическая обстановка. В январе 1940 года британский министр иностранных дел лорд Галифакс заявил, что это вынуждает Великобританию распространить ведение войны на норвежские территориальные воды. Было решено разработать план по захвату портов на норвежском побережье, в частности Нарвика, из которого можно было занять шведские рудники, а также выступить на помощь Финляндии, обороняющейся против Советского Союза.
Чортковское восстание. Выступление планировалось на январь 1940 года, однако при подготовке оказалась непоследовательность организаторов, участников не вооружили, не было четкого плана действий.
Японо-китайская война. Режим Ван Цзинвэя. В январе 1940 года ряд членов ЦИК Гоминьдана (Ван Цзинвэй, Чэнь Гунбо, Чжоу Фохай, Тао Сишэн и др.) провели совещание в Циндао, где разработали предложения о «воссоздании» гоминьдановского правительства.

## Комментарии
1. ↑  Обособленные группы советских войск, окруженные в лесу, финны называли motti. Изначально это слово на сленге лесорубов означало «кубометр дров». После зимней войны основным значением слова motti на финском военном сленге стало «окруженная группа противника» (The birth of the term «Motti» in military language Архивная копия от 11 мая 2013 на Wayback Machine).
2. ↑  По финским данным, на момент начала наступления дивизия насчитывала 20 тыс. человек[2]
3. ↑  Трагедия под Суомуссалми. Дата обращения: 6 ноября 2016. Архивировано 28 декабря 2013 года.
4. ↑  Трагедия под Суомуссалми Архивировано 27 июня 2010 года.